# Hébertisti

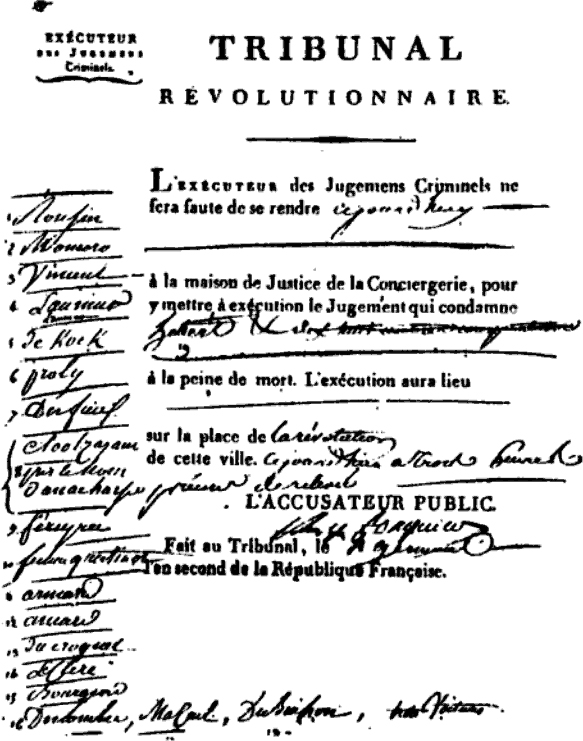
Ordinanza di esecuzione degli hébertisti pubblicata dal Tribunale rivoluzionario vergata dalla mano di Fouquier-Tinville.

Gli hébertisti (in italiano, ebertisti), detti anche exagérés ('esagerati') durante la Rivoluzione francese (da non confondere con gli Enragés (infuriati, arrabbiati) di Jacques Roux, gruppo extraparlamentare) furono un gruppo di rivoluzionari particolarmente estremi.
Durante l'Assemblea legislativa e la "Convention nationale" principalmente erano membri del club dei Cordiglieri, appartenenti in gran parte ai ranghi dei Montagnardi alla "Convention", all'amministrazione della Comune e del Dipartimento di Parigi, e in relazione con Jean-Nicolas Pache o Jacques-René Hébert che, di per sé, non apparteneva ad un vero e proprio partito. Altri esagerati erano invece giacobini radicali o dei membri della Pianura non iscritti ad alcun club. Molti di loro si ispiravano a Jean-Paul Marat, più che a Robespierre.
Il movimento "esagerato" non può essere ridotto, ovviamente, all'ebertismo che è stato solo un piccolo strumento che Le Père Duchesne (Hébert) e sua moglie erano soli a rappresentare; ebertisti è un neologismo che nasce dal processo di formazione degli "Esagerati" o ultra-demagoghi, dei quali Hebert era la "stella", la figura più familiare al pubblico a causa della sua rivista Père Duchesne, popolaresca, volgare e satirica ma efficace.
Il grande movimento di "esagerazione" rivoluzionaria al quale Danton e poi Robespierre hanno cercato di opporsi, è principalmente rappresentato da Bertrand Barère de Vieuzac, Jean-Marie Collot d'Herbois, Andrés María de Guzmán, François Desfieux, Pierre Gaspard Chaumette, Julien de Toulouse e altri, che furono i principali artefici della caduta degli odiati girondini (31 maggio e 2 giugno 1793). 
Furono accusati di essere implicati in affari torbidi che non furono chiariti, riguardanti l'appropriazione indebita di fondi pubblici dal 10 agosto 1792, sui loro legami con la Banda nera, con distributori e agenti di cambio di denaro estero, con gli agenti provocatori britannici, tra cui tutti i rappresentanti delle banche ed i loro agenti: Laborde de Méréville, Jean-Frédéric Perregaux, i Walckiers ecc., rifiutando di spiegare o presentare i rendiconti.
Gli "Esagerati" avevano grandi ambizioni: padroneggiano completamente i meccanismi della demagogia più sofisticati, si appellano a «popolo» al quale è destinata una stampa fatta su misura, quella di Jean-Paul Marat o di Jacques-René Hébert, i quali partecipano alla luce del sole alle imprese destinate a sconfiggere i Girondini e poi a «epurare» la Convenzione nazionale.
Con l'esecuzione di Hébert e della maggioranza dei suoi seguaci (marzo 1794), gli esagerati superstiti (Collot d'Herbois, Joseph Fouché ecc). si aggregarono ai Giacobini. Westermann, già avvicinatosi a Danton, finì ghigliottinato con lui il 5 aprile 1794, con l'approvazione dei Giacobini e degli ex sodali.

## Alcuni capi e ispiratori del movimento "Exagéré" impropriamente chiamati «Hébertisti»
Ministri (1792-1793)
- Jean-Nicolas Pache
- Dominique Joseph Garat
- Michel Chemin-Deforgues

Deputati o ex deputati, membri dei comitati di governo (anno II)
- Julien de Toulouse
- Étienne-Jean Panis
- Bertrand Barère
- Jean-Marie Collot d'Herbois
- François-Xavier Audouin
- Jean-Paul Marat
- François Chabot
- Jean-Baptiste Gobel
- Alexis Vadier
- Voulland
- Jean-Pierre-André Amar
- Grégoire Jagot

Rappresentanti in missione
- Joseph Fouché
- Jean-Marie Collot d'Herbois
- Joseph Lebon
- Jean-Baptiste Carrier

Amministratori e incaricati di missione
- François-Nicolas Vincent
- Félix Le Peletier
- Charles de Hesse-Rheinfels-Rotenburg
- Stanislas-Marie Maillard
- Antoine-François Momoro
- Pierre-Gaspard Chaumette
- Louis Henri Scipion du Roure
- Jacques-Claude Bernard
- Pierre-Ulric Dubuisson

Militari
- Generale Charles Philippe Ronsin
- Generale Jean Antoine Rossignol
- Generale François Hanriot
- Generale François-Joseph Westermann
- Generale Antoine Joseph Santerre
- Generale Turreau de Linières
- Generale Jean-Baptiste Bouchotte

Investitori e finanziatori
- Laborde de Méréville
- Jean-Joseph de Laborde
- Jean-Frédéric Perregaux
- Charles de Sartines
- Andres Maria de Guzman
- Berthold de Prosly
- Jean-Conrad de Koch

## Galleria d'immagini

Jacques Hébert
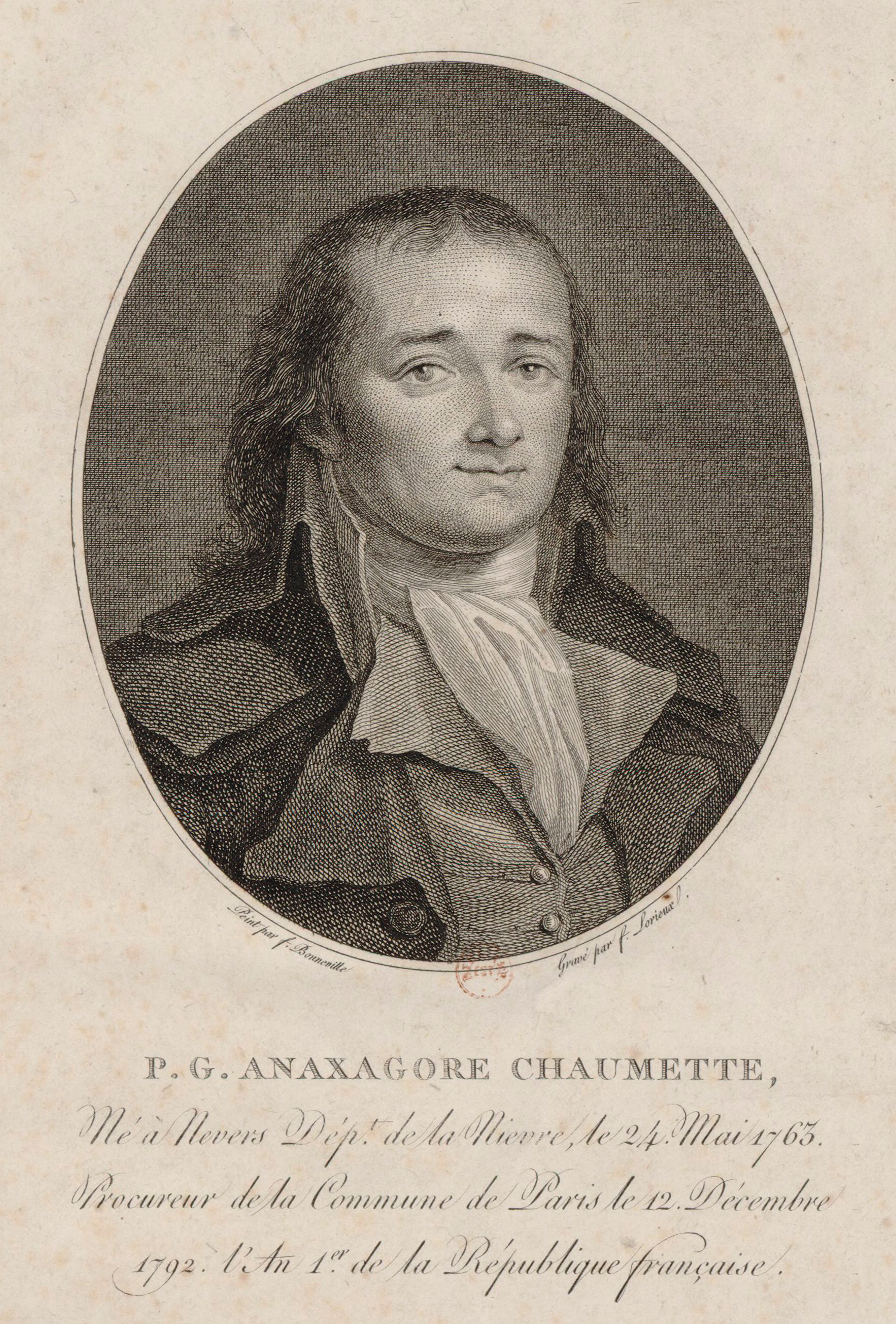
Pierre-Gaspard Chaumette
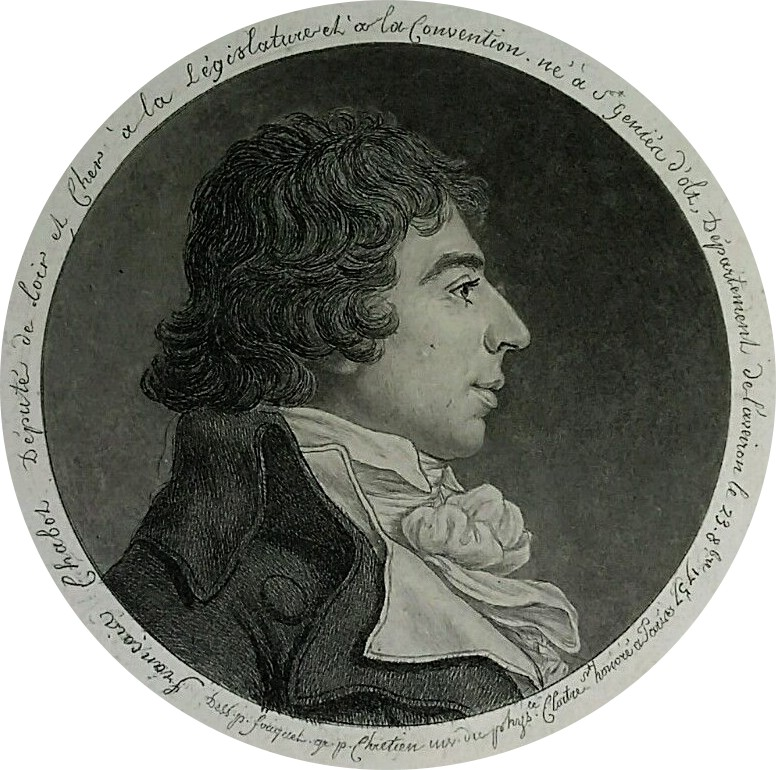
François Chabot
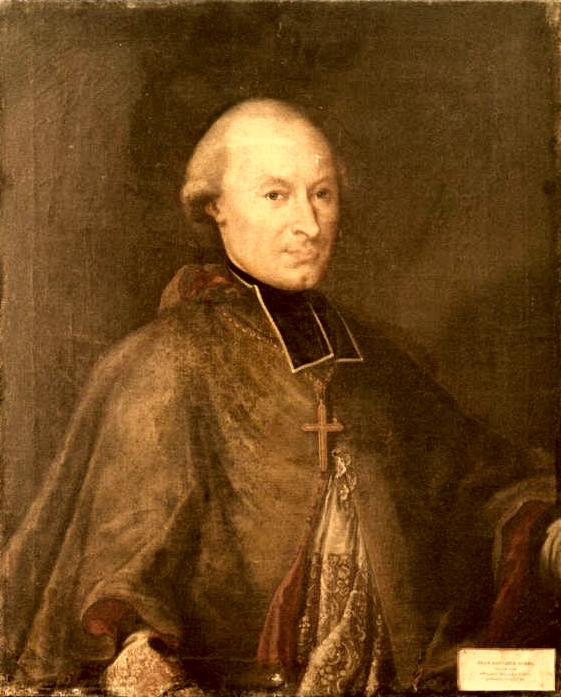
Jean-Baptiste-Joseph Gobel